# Sverre Jansen
Sverre Jansen (Waalwijk, 28 juli 1999) is een Nederlands handbalspeler die sinds 2020 bij Hurry-Up speelt.

## Biografie
Jansen speelde tot 2017 voor Tachos, hierna sloot hij zich tot 2019 voor twee seizoenen aan bij Limburg Lions. In juni 2019 maakte hij bekend om Limburg Lions te verlaten en te spelen voor Tongeren. Een half jaar hiervoor scheurde Jansen zijn kruisband af. Na een seizoen vertrekt Jansen bij Tongeren en ging terug naar Nederland om te spelen bij Hurry-Up.